# Gunung Tanggak
Gunung Tanggak är en kulle i Indonesien.   Den ligger i provinsen Aceh, i den västra delen av landet, 1 600 km nordväst om huvudstaden Jakarta. Toppen på Gunung Tanggak är 2 460 meter över havet, eller 786 meter över den omgivande terrängen. Bredden vid basen är 22,6 km.
Terrängen runt Gunung Tanggak är bergig söderut, men norrut är den kuperad. Gunung Tanggak är den högsta punkten i trakten. Trakten runt Gunung Tanggak är nära nog obefolkad, med mindre än två invånare per kvadratkilometer. I omgivningarna runt Gunung Tanggak växer i huvudsak städsegrön lövskog.